# 108 до н. е.

## Події
- Похід китайців в басейн річки Тарим.
- Клеопатра III підбурила народ проти Лафура. Птолемей втік. Царем був обраний прибулий з Кіпру Александр. Клеопатра розлучила Лафура з Селеною, яку віддала в дружини Антіоху Кізікену. Птолемей вирушив на Кіпр.
- зникли корейські країни Кочосон і Чосон Вімана.
- Облога Самарії

## Народились
- Луцій Сергій Катіліна — намісник Африки, організатор змови Катіліни.